# Isle of Wight Saturday Football League
Isle of Wight Saturday Football League är en engelsk fotbollsliga baserad på Isle of Wight. Den har fyra divisioner, varav två för reservlag. Toppdivisionen Division 1 ligger på nivå 15 i det engelska ligasystemet.
Ligan är en matarliga till Hampshire League.